# Technamyia cinereola
Technamyia cinereola là một loài ruồi trong họ Tachinidae.